# Arua (district)
Pour la ville, voir Arua.
Le district d'Arua est un district du nord-ouest de l'Ouganda frontalier de la République démocratique du Congo. Sa capitale est Arua.

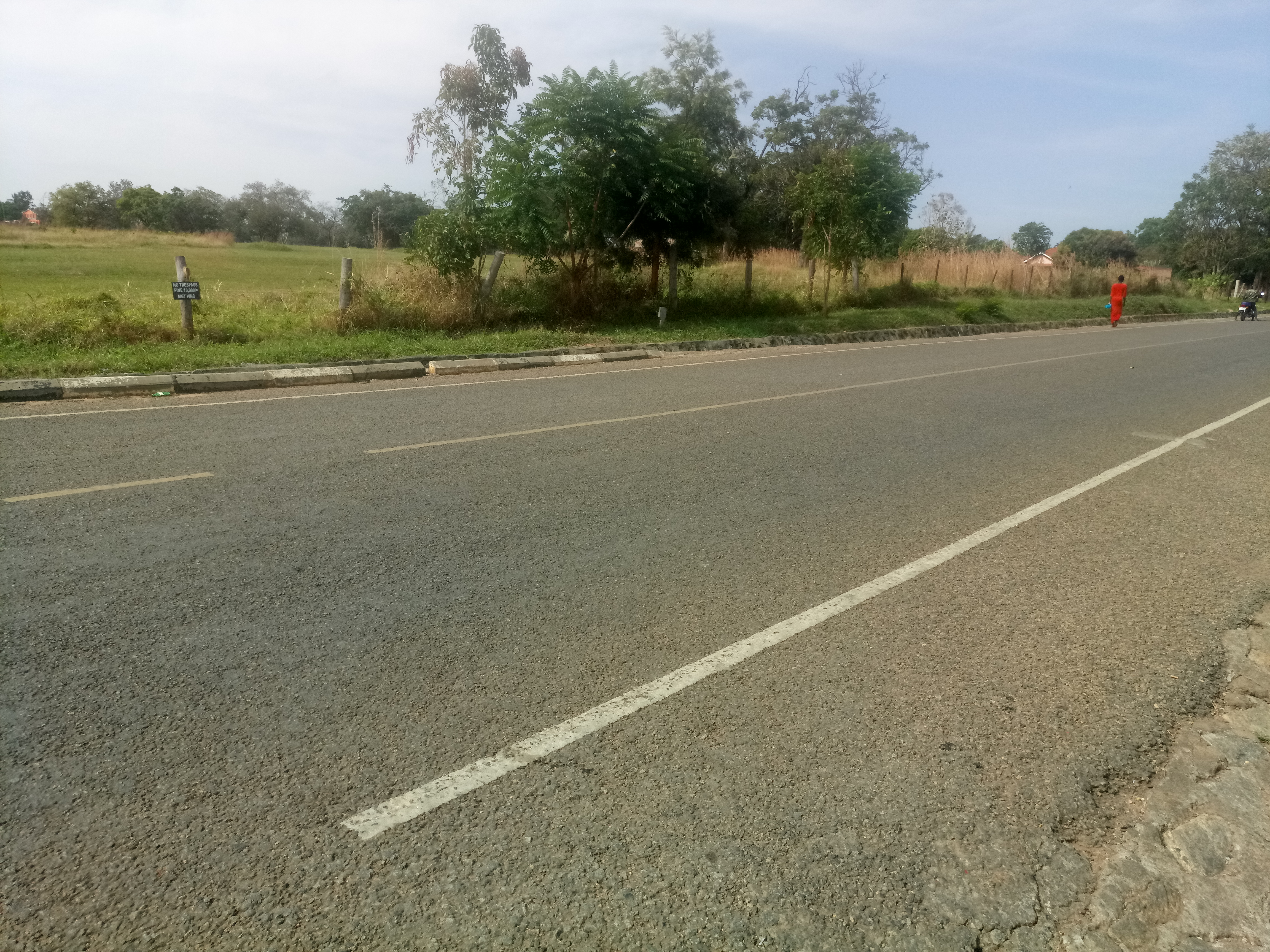
Une route dans le district d'Arua.

## Histoire
Le district était plus grand à l'origine. Le comté de Koboko en a été séparé pour constituer un district indépendant, puis ceux de Maracha et de Terego en 2006. Les habitants de ces deux comtés, quoique considérés par le gouvernement comme d'ethnie Lugbara commune, sont entrés en désaccord sur la capitale de leur nouveau district et le comté de Terego a réintégré le district d'Arua au début des années 2010.